# 九四式六輪自動貨車
九四式六輪自動貨車（きゅうよんしきろくりんじどうかしゃ）は、1930年代中頃に大日本帝国陸軍が開発・採用したトラック（自動貨車）。通称は九四式自動貨車、九四式トラックなどとも。

## 概要
本車は日中戦争（支那事変）・ノモンハン事件・太平洋戦争（大東亜戦争）において、日本軍における主力軍用トラックとして使用された代表的な貨物・人員の輸送用車輛である。開発時、機甲部隊や自動車化歩兵などの機械化部隊に追従できること、また特殊な地形でも行動できる兵站自動車部隊（輜重兵）で使用できること、構造が堅牢であることが要求されており、帝国陸軍のバックアップ（潤沢な資金力・開発生産体制）、厳しい検査基準、頑丈な統制型エンジンなどにより、やや旧弊な部分もあったが、当時の日本における国産車としては比較的良好な性能・信頼性を備えていた。また、商工省の決定した標準自動車の部品を使用しており、九三式乗用車や九三式六輪乗用車との部品の互換性も高かった。整備性が配慮され、基本的に片手スパナだけでの組立・分解が可能な構造になっていたという。
歩兵部隊・輜重部隊・砲兵部隊・工兵部隊・機甲部隊・航空部隊（飛行戦隊・飛行場大隊）や後方支援部隊などにおける輸送用途だけでなく、軽量の野戦砲・速射砲・高射砲の牽引車、荷台に九八式二十粍高射機関砲を搭載しての自走式対空砲など、各兵科（兵種）では改修を施して特殊用途にも用いられた。
なお本車のベースとなった6輪トラックは、自動車工業株式会社（現・いすゞ自動車）他の企業が1931年（昭和6年）頃からおのおの民間向けに製造していたものであった（いすゞ TU10型など）。軍用保護自動車として選定されたトラックは、軍用自動車補助法に基づき、民間へ販売される際に政府が補助金を交付しており、これにより自動車産業の育成と、自動車そのものの保有台数の強化に努めていた。有事の際には軍が民間の車両を買い上げて使用する計画であったが、大部分は期限が切れ、民有のままであった。

## 性能と構造
本車は前方に2輪、後方に4輪を配する。車体前部に搭載されたエンジンから後部4輪へ動力を配分した。懸架方式は板バネを重ねたボギースプリングサスペンションを採用した。路上で時速60km、路外でも相当の運動性を持つこととされた。後方の4輪には履帯を装着し、半装軌車輛として使用することが可能である。この場合の荷重は1.5t、3分の1の斜面を登攀できることが求められた。
エンジンは九三式六輪乗用車とほぼ同一だが、一部部品に軍用の修正を施したものを搭載した。サイドバルブ・直立式直列6気筒、水冷式ガソリンエンジンで、最大出力は68hpである。のちにディーゼルエンジン型も開発・採用されており、そのためガソリン車は「九四式六輪自動貨車甲」・ディーゼル車は「九四式六輪自動貨車乙」と称される。
クラッチは商工省標準形式自動車と同型の単板乾式を採用した。変速機は前進4段後退1段で、4速こそ直結（減速比1.00）であるが、1～3速は商工省標準車よりも大幅に低速寄りのギア比に設定され、悪路での運用に備えて非力なエンジン性能を補う措置が図られていた。ただし構造はこの時代でも旧式な選択摺動式であり、当時、先進諸国で大型トラックにも広まっていた常時噛合式（コンスタントメッシュ）変速機に比べ、操作が難しく運転者に負担を強いるものであった。終減速装置は中央部に差動機を配置し、構造は減速比を大きく取れる永転螺式（ウォームギヤ）である。ウォームギヤ駆動は当時、トラック・バスに少なからず使われただけでなく、一部の乗用車にも見られた。
ブレーキは、手動とフットブレーキの二種類が装備された。手動ブレーキは収縮式で推進軸に、フットブレーキは拡張式（ドラムブレーキ）で後方の4輪を制御し、前輪にはブレーキがなかった。1930年代当時、既に自動車用ブレーキ技術として油圧式ブレーキが導入されており、ブレーキを前後輪すべてに装備して安定したブレーキ性能を得る手法が民間向けトラックでは広まりつつあったが、日本陸軍は油圧式ブレーキに信頼を置いておらず、旧式で操作も重いが故障しにくい機械式ブレーキを採用していた（このため総合的なブレーキ性能が悪く、減速比の大きな駆動系によるエンジンブレーキの活用が必須であった）。車輪には34in×6inの空気入りゴムタイヤを使用した。
運転席は幌型で上部側面とも完全に覆われており、運転手を含む3名まで乗車可能。荷框（かきょう・荷台の意）は床面積4.6m²、床高さは地上高1.2mである。荷台には三方に開閉する扉が設けられた。扉は着脱可能である。幌骨を取りつけ、綿布製の幌を張ることができた。

## 審査経過
満州事変当時、フォード製などの輸入車を主力トラックとして運用していた陸軍は、新たに国産の六輪自動貨車を制定することとした。それまでの研究の結果から重量軽減と補給の容易さが求められた。1933年（昭和8年）、陸軍自動車学校にて研究に着手した。
同年3月、民間の自動車企業から軍用自動車として適切なものを採用し、これに満州事変での部隊運用の結果を加味し、6月に第一回試作を行った。ベースとなった車輛は、自動車工業株式会社(現：いすゞ自動車)および東京瓦斯電気工業株式会社の「ちよだ」「スミダ」六輪自動貨車である。当初の試験結果はおおむね良好であり、逐次改良を加えながらさらに試験をかさねた。7月には北満州で雨季炎熱試験、11月には御殿場で修正試験、翌1934年（昭和9年）1月に北満州で冬季試験、同月に長野付近で寒地試験、6月に台湾にて熱地試験、7月には再度北満州で炎熱試験を行った。性能上必要な改修を重ねた本車は陸軍自動車学校での研究を終えた。
同年11月、「陸普第六九二二号」により審査を開始した。性能自体はおおむね良好であった。しかし、車輛の製造は前述した二社で行われていたが、図面に共通性がなく部品の互換性に乏しかった。また部隊での試験結果は各部の耐久力に弱い点があり、また機能も不満足の点が散見されるというものであった。このような欠点から、車輛製作の原図を作成し、陸軍技術本部は試験を重ねながら部品に改修を加えて実用性を高め、付属品と予備品についても改正を加えて審査を終了した。仮制式制定の上申は1937年（昭和12年）2月である。

## 現存車
日本自動車博物館が、戦後に6輪から4輪に改造され民間で使用されていた本車を収蔵・展示している。

## 諸元
- 自重 3.5t
- 全長 5.4m[1]
- 全幅 1.9m[1]
- 全高 2.7m
- 最低地上高 28cm[1]
- 軸間距離 3.35m
- 轍間距離 前輪1.5m、後輪1.45m
- 機関 最大出力68hp（2,800回転時）
- 変速機 前進4段 後進1段
- 登坂能力 3分の1[1]
- 渡渉水深 40cm
- 最小回転半径 6.5m
- 携行燃料 100l（約10時間行動可能）